# Heartbeat (utwór muzyczny Can-Linn i Kasey Smith)

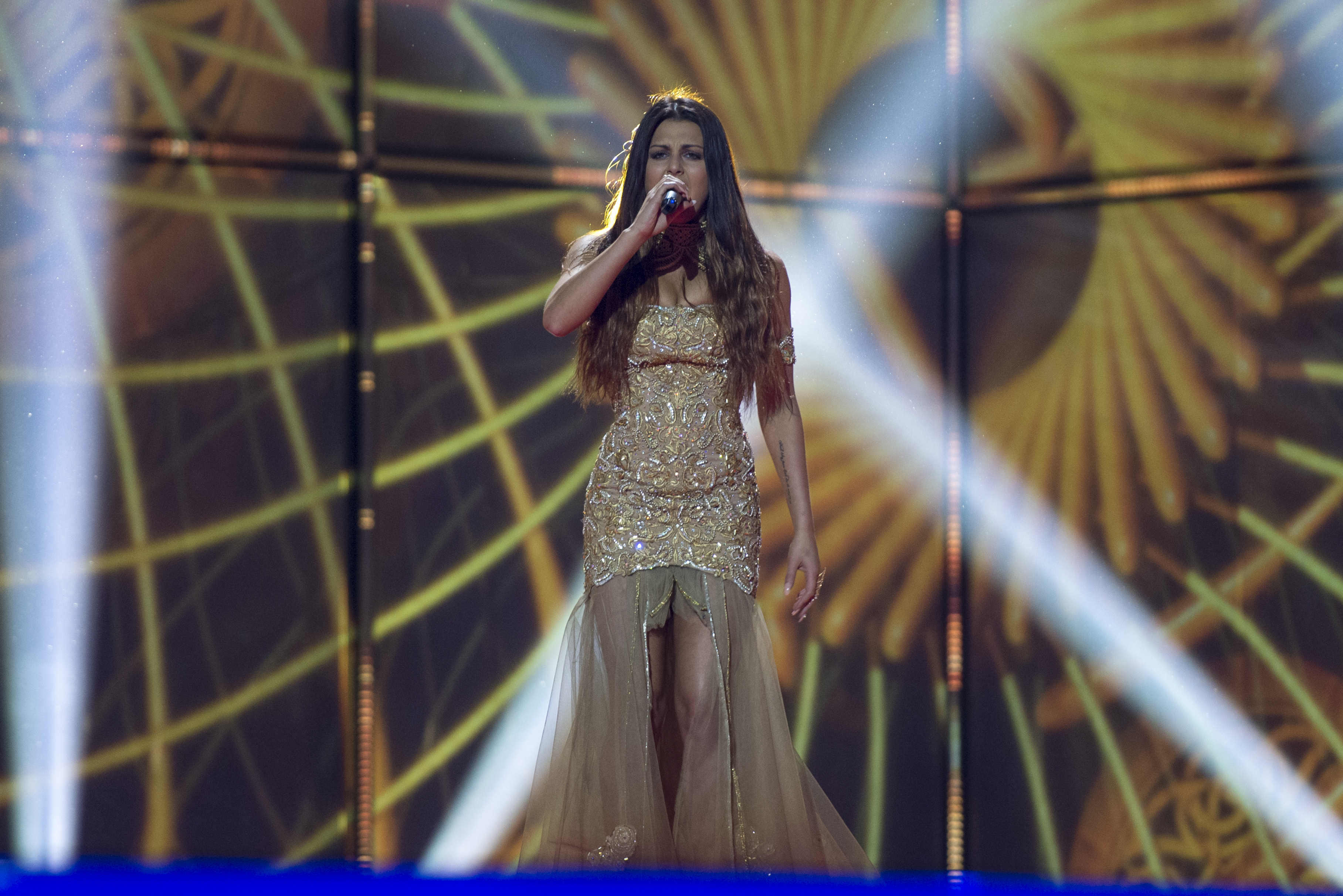
Can-Linn i Kasey Smith reprezentują Irlandię z piosenką "Heartbeat" podczas pierwszej próby generalnej drugiego półfinału Konkursu Piosenki Eurowizji, 2014 Kopenhaga.

Heartbeat – singel irlandzkiego zespołu muzycznego Can-Linn oraz Kasey Smith, wydany cyfrowo 21 lutego 2014. 
Utwór napisali Jonas Gladnikoff, Rasmus Palmgren oraz Patrizia Helander, którzy wraz z Hazel Kaneswaran odpowiadali także za jego skomponowanie. Singel reprezentował Irlandię w 59. Konkursu Piosenki Eurowizji w Kopenhadze. 8 maja 2014 został zaprezentowany jako dziewiąty w kolejności w drugim półfinale konkursu i nie awansował do finału, zajmując ostatecznie dwunaste miejsce i zdobywając 35 punktów od telewidzów i jurorów.
Singel dotarł do 39. miejsca w irlandzkim zestawieniu Top 100 Singles.

## Lista utworów
- Digital download

1. „Heartbeat” – 3:02[1]

## Notowania
| Kraj     | Notowanie (2014) | Najwyższa pozycja |
| -------- | ---------------- | ----------------- |
| Irlandia | Top 100 Singles  | 39                |